# جرارد پیکه
جرارد پیکه برنابئو (به اسپانیایی: Gerard Piqué Bernabéu), تلفظ کاتالان: [ʒəˈɾaɾt piˈke βəɾnəˈβew]؛ بازیکن سابق فوتبال اهل کشور اسپانیا است که در پست مدافع میانی بازی می‌کرد.
وی همچنین اولین نفری است که مقام قهرمانی لیگ قهرمانان اروپا را در دو سال پیاپی با دو تیم گوناگون به‌دست‌آورد.
جرارد پیکه در ۱۲ آبان ۱۴۰۱، در خبری ناگهانی اعلام کرد که در بازی روز شنبه مقابل آلمریا، برای آخرین‌بار در استادیوم نیوکمپ بازی خواهد کرد. همچنین این بازیکن در بیانیهٔ خود اشاره کرده است که: «دیر یا زود، به بارسا بر می‌گردم.»

## افتخارات
منچستریونایتد
- لیگ برتر فوتبال انگلستان ۲۰۰۸–۲۰۰۷
- سوپر جام فوتبال انگلستان ۲۰۰۷
- لیگ قهرمانان فوتبال اروپا ۲۰۰۸–۲۰۰۷

بارسلونا
- لالیگا(۸) ۲۰۰۹–۲۰۰۸، ۲۰۱۰–۲۰۰۹، ۲۰۱۱–۲۰۱۰، ۲۰۱۳–۲۰۱۲، ۲۰۱۵–۲۰۱۴، ۲۰۱۶–۲۰۱۵، ۲۰۱۸–۲۰۱۷، ۲۰۲۱–۲۰۲۰
- کوپا دل ری(۷) ۲۰۰۹–۲۰۰۸، ۲۰۱۲–۲۰۱۱، ۲۰۱۵–۲۰۱۴، ۲۰۱۶–۲۰۱۵، ۲۰۱۷–۲۰۱۶، ۲۰۱۸–۲۰۱۷، ۲۰۲۱–۲۰۲۰
- سوپر جام اسپانیا(۶) ۲۰۰۹، ۲۰۱۰، ۲۰۱۱، ۲۰۱۳، ۲۰۱۶، ۲۰۱۸
- لیگ قهرمانان اروپا(۳) ۲۰۰۹–۲۰۰۸، ۲۰۱۱–۲۰۱۰، ۲۰۱۵–۲۰۱۴
- سوپر جام اروپا(۳) ۲۰۰۹ ۲۰۱۱، ۲۰۱۵
- جام باشگاه‌های جهان(۳) ۲۰۰۹، ۲۰۱۱، ۲۰۱۵

https://capitalxtend-fa.com/fa/register?referral=1160
اسپانیا
- جام جهانی فوتبال(۱) ۲۰۱۰
- جام ملت‌های اروپا(۱) ۲۰۱۲

## زندگی شخصی
پیکه در خانواده‌ای کاتالان بزرگ شد. پدرش خوان، کشاورز و مادرش، مونتسرات، پرستار یک بیمارستان بودند. او برادر کوچکتری به نام دانیال دارد. پدربزرگش، آمادور برنابئو، معاون سابق مدیریت بارسلونا بود.
او در جریان مسابقات جام جهانی فوتبال ۲۰۱۰ در آفریقا با خواننده معروف کلمبیایی شکیرا ملاقات کرد. شکیرا در ۲۹ مارس ۲۰۱۱ رابطه‌شان را با قرار دادن عکسی از آن دو با این عنوان «تقدیم به تو آفتاب من» به زبان اسپانیایی رسماً تأیید کرد.

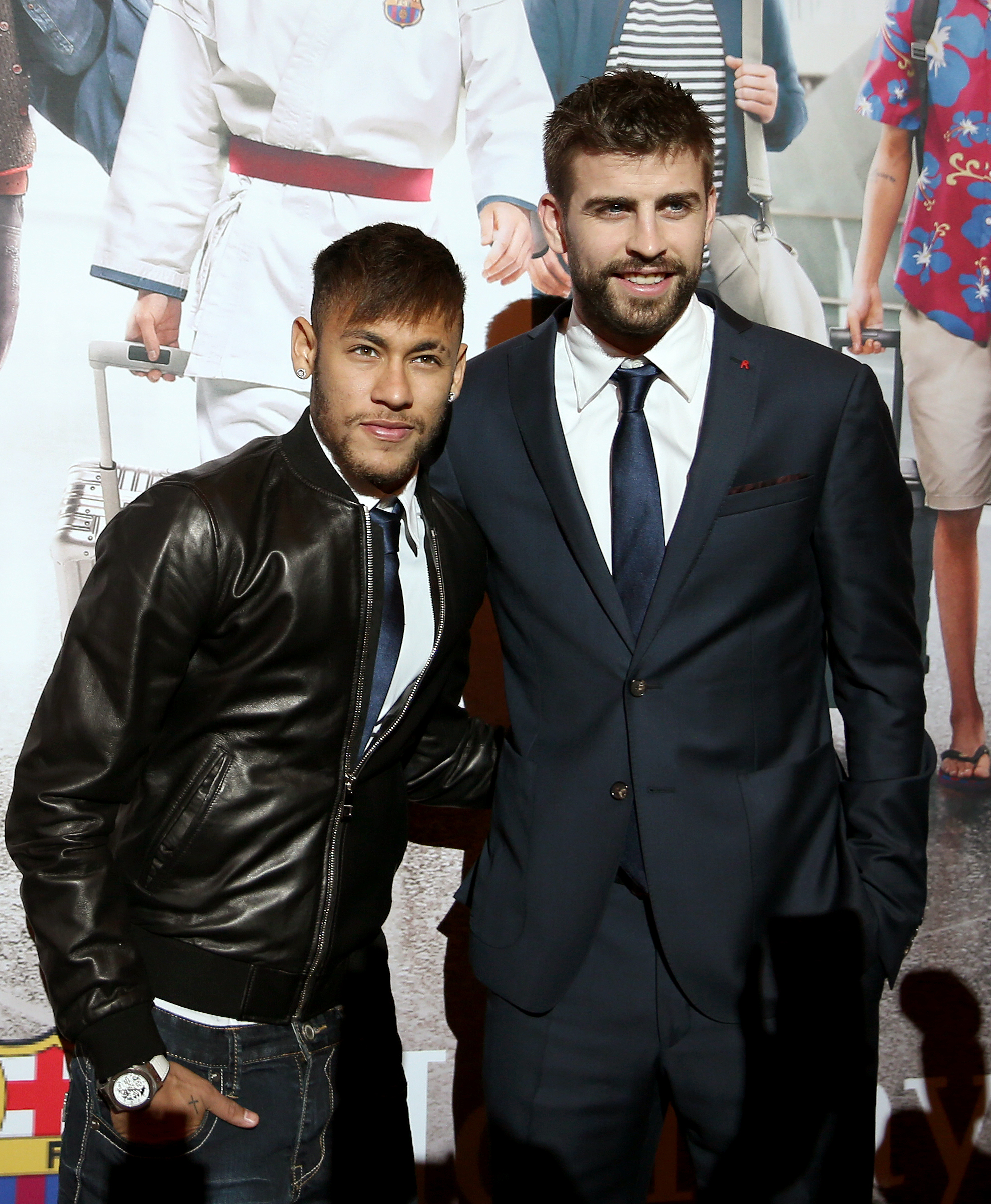
جرارد پیکه و نیمار

پیکه و شکیرا با هم ازدواج نکرده و به صورت ازدواج سفید با هم رابطه داشتند. در ۲۲ ژانویهٔ ۲۰۱۳ اولین فرزند آن‌ها به نام میلان به دنیا آمد و حدود دو سال بعد در ۲۹ ژانویهٔ ۲۰۱۵ دومین فرزندشان ساشا متولد شد. تا اینکه از اوایل سال ۲۰۲۲ به دلیل آنچه خیانت پیکه به شکیرا عنوان می‌شود، رابطه آنها به سردی گرایید و در نهایت از اواسط آن سال تصمیم به پایان رابطه و شراکت زندگی خود گرفتند.

## پیکه و تراکتور
پیکه در یک برنامه اینترنتی ناگهان با سؤال یکی از میهمانان در خصوص پاکو خمس، سرمربی فعلی تراکتور که در فوتبال اسپانیا مشهور است، مواجه می‌شود.
این میهمان از پیکه در مورد خمس سؤال می‌کند و از او می‌پرسد که: «آیا می‌دانی خمس در ایران مربی چه تیمی است؟» پیکه در جواب او می‌گوید: «نه. بگو، چه تیمی؟» پاسخ میهمان برنامه و نام بردن از تراکتور، خنده پیکه را به دنبال دارد چرا که فکر می‌کند میهمان برنامه با او شوخی می‌کند. بعد از خنده‌های پیکه، میهمان برنامه به او می‌گوید: «نه جدی می‌گویم. اسم یک تیم قدیمی و بزرگ فوتبال در آنجاست.».این حرکت جرارد پیکه، واکنش تند هواداران تراکتور را در پی داشت و صفحه اینستاگرام او به محل کامنت‌های طرفدار تیم تبریزی بدل شد. شماری از هواداران تراکتور قدمت این باشگاه را به پیکه یادآوری کرده‌اند و شماری دیگر با جملاتی نظیر «پیکه یادت باشه، تراکتور سرورته» علاقه خود را به تیم‌شان ابراز کردند.